# Olaf Machelett
Olaf Machelett (* 12. Februar 1986 in Hagen) ist ein deutscher Faustballer.
Machelett stammt aus Milspe im Ennepetal und begann beim örtlichen Männerturnverein Faustball zu spielen. Später wechselte er zum TSV 1860 Hagen. Zwischen 2004 und 2010 spielte Machelett für die Bundesligamannschaft des TV Westfalia Hamm. 2011 kehrte er zum TSV Hagen 1860 zurück und war fortlaufend in der Bundesliga aktiv. Neben dem Sport absolvierte Machelett an der Fachhochschule Gelsenkirchen ein Ingenieurstudium um anschließend als Seiteneinsteiger den Master of Education an der Universität Wuppertal zu studieren. Er arbeitet mit den Fächern Versorgungstechnik und Maschinenbautechnik als Lehrer an einem technischen Berufskolleg.
Als Faustballer spielt Machelett auf einer der hinteren Positionen, entweder als nomineller Verteidiger oder als Mittelmann (Zuspieler). Mit dem TV Westfalia Hamm gewann er von 2005 bis 2007 im Feld und in der Halle alle deutschen Meistertitel. Zu diesen insgesamt sechs DM-Erfolgen kamen 2005 und 2007 ein erster Platz im Europapokal in der Halle hinzu. Machelett spielte insgesamt 16 Jahre in der Faustball-Bundesliga.
Machelett durchlief alle Jugendnationalmannschaften und wurde 2007 erstmals Europameister mit der deutschen Junioren-Nationalmannschaft. Bundestrainer Olaf Neuenfeld brachte ihn 2008 bei der Europameisterschaft in Stuttgart zum Einsatz; die deutsche Nationalmannschaft wurde dritter. Bei der Weltmeisterschaft 2011 in Österreich gewann Machelett mit der Mannschaft den Titel, 2014 wurde er in der Schweiz Europameister und 2015 erneut Weltmeister im argentinischen Córdoba. Er absolvierte insgesamt 48 Länderspiele für die deutsche Nationalmannschaft und trat 2015 nach dem WM-Titel als Nationalspieler zurück. Nach der deutschen Meisterschaft 2019 trat Machelett aus der Bundesligamannschaft des TSV Hagen 1860 zurück.

## Auszeichnungen
- Sportler des Jahres der Stadt Ennepetal (2003 und 2013)
- Sportler des Jahres der Stadt Hagen (2011)
- EN Sportler des Jahres (2011)
- Mannschaft des Jahres mit dem TSV Hagen 1860 (2019)
- Übergabe der Carl-Schuhmann-Medaille nach dem WM-Titel 2011
- WTB-Turner des Jahres (2011 und 2015)